# (5615) Iskander
(5615) Iskander (1983 PZ) – planetoida z pasa głównego asteroid okrążająca Słońce w ciągu 3,43 lat w średniej odległości 2,27 j.a. Odkryta 4 sierpnia 1983 roku. Nazwana na cześć Fazila Iskandera, rosyjskiego pisarza.